# Lüssow (Gützkow)
Lüssow è una frazione della città tedesca di Gützkow, nel Meclemburgo-Pomerania Anteriore.

## Storia
Lüssow costituì un comune autonomo fino al 1º gennaio 2010.